# Manyarsidorukun
Manyarsidorukun is een bestuurslaag in het regentschap Gresik van de provincie Oost-Java, Indonesië. Manyarsidorukun telt 3084 inwoners (volkstelling 2010).